# Саффорд, Лоренс
Лоренс Саффорд (англ. Laurance F. Safford, 1890—1973) — американский криптограф.

## Биография
Саффорд родился в 1890 году в Массачусетсе, в 1916 окончил Военно-морскую академию США в Аннаполисе, будучи пятнадцатым в своем выпуске. В январе 1924 он был отозван со службы, которую нёс на тральщике у побережья Китая, чтобы возглавить команду разработчиков шифров и кодов в Управлении связи ВМФ США. В его команде поначалу было четверо гражданских специалистов, и первой задачей его команды был взлом японских кодов, которыми пользовались японские дипломаты в своей переписке. В 1926 он был отозван с этого направления деятельности и вернулся к нему вновь в 1929.
Саффорд привлёк в свою команду таких специалистов, как Агнес Дрискол, Джозеф Рочфорт, Джозеф Венгер и работал с ними в течение всей Второй мировой войны, а также в послевоенный период. Он организовал создание сети станций радиоперехвата морского базирования, благодаря чему Соединенные Штаты вступили во Вторую мировую войну, уже имея систему станций радиоперехвата. За заслуги в организации криптографической службы в ВМФ США его неофициально именовали «Фридманом флота» (имея в виду «отца американской криптографии» У.Фридмана). После взлома японских военно-морских кодов Саффорд начал использовать для дешифровки оборудование IBM, что позволило автоматизировать процедуру расшифровки. Саффорд принимал непосредственное участие в разработке криптографических машин и сотрудничал с представителем армии США Ф. Роулеттом в разработке шифровальной машины Sigaba, шифр которой не смогла взломать ни одна страна во время Второй мировой войны.
Саффорд сотрудничал в сфере криптографии с армией США по нескольким направлениям. Он обнаружил в японской дипломатической переписке признаки приближения войны, и пытался предупредить о готовящейся атаке на Пёрл-Харбор за несколько дней до неё, но получил отказ адмирала Нойеса, начальника связи ВМФ США. Организовал децентрализованную систему радиоразведки с подразделениями в Вашингтоне, на Гавайях и в Маниле. Саффорд организовал группу криптографов во главе с Д.Рочфортом для расшифровки японского военно-морского кода, куда привлёк лучших криптографов ВМФ США. Весной 1942 команда Рочфорта сумела извлечь важную информацию из перехваченых сообщений японского флота, что помогло флоту США одержать победу в битве за Мидуэй. Внутренние интриги в ВМФ США привели к отстранению Саффорда от руководства криптографической службой, и до конца войны её возглавлял Рочфорт.
Саффорд уволился с действительной военной службы в 1953 году и умер в мае 1973 года. В 1999 его имя увековечено в Зале Славы Агентства национальной безопасности.